# David Holmgren
David Holmgren (i riksdagen kallad Holmgren i Varnhem, senare Holmgren i Sörby), född 29 maj 1846 i Gökhems socken, död 10 april 1916 i Minneapolis i Minnesota (USA), var en svensk kyrkoherde, tidningsman och politiker (liberal). 
David Holmgren, som kom från en prästfamilj, prästvigdes själv 1870 och var 1879–1902 kyrkoherde i Varnhems församling. Han avsattes från sin tjänst efter en långvarig strid med biskop och domkapitel angående användningen av de ekonomiska medel som församlingen disponerade till underhåll av det De la Gardieska gravkoret i kyrkan. Han dömdes också till två månaders fängelse för bland annat förskingring och missfirmelse.
Samtidigt behöll David Holmgren stöd från stora delar av bygdens invånare, och han valdes också in i riksdagens andra kammare 1897 för Skånings, Vilske och Valle domsagas valkrets. Även under sin riksdagsmannatid fortsatte han att förgäves driva process för sin sak i olika instanser, en verksamhet som slutligen ledde till utmätning och konkurs. Han behöll sitt riksdagsmandat till den 24 februari 1906, då han genom beslut av Högsta domstolen förklarades för icke valbar och alltså berövades mandatet. Han hade dock redan 1903 emigrerat till USA, där han blev pastor vid Första Skandinaviska unitariska kyrkan i Minneapolis. Han omkom då han sparkades ihjäl av en skenande häst.
I riksdagen tillhörde han 1897–1899 Lantmannapartiet och från 1900 Liberala samlingspartiet. Han saknade uppdrag i riksdagens utskott. Som riksdagsman lade han fram en rad motioner som anknöt till hans privata strider, bland annat om ändring av lagen om straff för ämbetsbrott av präst andra ämnen var upphörande av adelsutnämningar.
Åren 1904–1906 var han ägare och redaktör för Falköpingsposten.